# Tabaluga (film animowany)
Tabaluga – niemiecko-kanadyjski film animowany z 2018 roku oparty na serialu Tabaluga i muzyce rockowej Tabaluga und das leuchtende Schweigen Petera Maffaya.

## Streszczenie fabuły
Tabaluga (ostatni smok na Ziemi) rośnie w bujnej Rajskiej (Zielonej) Dolinie. Podczas poszukiwań „smoczego ognia” spotyka piękną lodową księżniczkę Lilli w Lodolandii. Mieszkańcy obu krain są wobec siebie bardzo podejrzliwi, ale Tabaluga i Lilli są zaskoczeni, gdy dowiadują się, że uprzedzenia są fałszywe i mieszkańcy żyją ze sobą w zgodzie. Lilli zabiera Tabalugę do Arktosa, władcy Lodolandii nie wiedząc, że Arktos zamroził wszystkie smoki i zabił rodziców Tabalugi. Arktos próbuje zabić Tabalugę za pomocą swojej magicznej broni lodowej, ale Lilli i jej przyjaciel niedźwiedź polarny Limbo pomagają mu uciec i udać się z nim na Rajską Dolinę. Tabaluga i Lilli romansują ze sobą. Arktos wysyła armię, aby zaatakować Rajską Dolinę. Stary strażnik Tabalugi – Kruk Kolk, radzi mu odwiedzić mądrego Nessaję na bagnach, który mówi mu, że jego ogień zawsze był w jego sercu, mimo że smok początkowo jej nie wierzy. Lilli wraca do Lodolandii, aby podjąć próbę wzniecenia powstania przeciw Arktosowi, ale ten ją porywa. Następnie więzi Tabalugę, który podążał za nią. Gdy Arktos rusza, aby zabić Lily, Tabaluga znajduje ogień i walczy z lodową bronią Arktosa. Lilli kradnie kapelusz Arktosa, którym go oślepia. Tabaluga topi Arktosa do niewielkich rozmiarów, po czym Arktos ucieka. Lodolandczycy i Rajsko-Dolinowce zostają przyjaciółmi.

## Obsada
| Postacie        | Wersja Niemiecka (Oryginał) | Wersja Angielska                                                   |
| --------------- | --------------------------- | ------------------------------------------------------------------ |
| Tabaluga        | Wincent Weiss               | Cameron Ansell                                                     |
| Lila            | Yvonne Catterfeld           | Mackenzie Ziegler (Mack Z) Kristin Fairlie (wersja międzynarodowa) |
| Arktos          | Heinz Hoenig                | Benedict Campbell                                                  |
| Kruk Kolk       | Rufus Beck                  | Richard Waugh                                                      |
| Biedronka Bully | Michael Herbig              | Kevin Dennis                                                       |
| Limbo           | Rick Kavanian               | Dan Petronijevic                                                   |
| Nessaja         | Peter Maffay                | Elizabeth Hanna                                                    |
| Tyrion          | ???                         | Rick Miller                                                        |